# Susann Bjørnsen
Susann Bjørnsen (* 28. Mai 1993 in Setermoen, Norwegen) ist eine ehemalige norwegische Schwimmerin.

## Leben
Bjørnsen besuchte die weiterführende Schule NTG Tromsø. 2009 erhielt sie ein Sportstipendium in der Höhe von 15'000 NOK der Provinz Troms.

## Karriere
2016 stellte Bjørnsen bei den Olympischen Spielen in Rio de Janeiro mit 55,35 Sekunden einen neuen norwegischen Rekord in der Kategorie 100 m Freistil auf, erreichte aber nicht das Halbfinale.
Bei den Kurzbahneuropameisterschaften 2017 in Kopenhagen gewann Bjørnsen Bronze in der Kategorie 100 m Lagen.
Bjørnsen nahm an den Kurzbahnweltmeisterschaften 2018 teil, verfehlte aber das Podest.
Am 30. Oktober 2019 veröffentlichte Bjørnsen auf Instagram ein Statement, dass sie sich aus dem Schwimmsport zurückziehe und daher ihre Karriere als Schwimmerin beendet sei. Bis zu diesem Zeitpunkt hatte Bjørnsen bei Norwegischen Schwimmmeisterschaften insgesamt 33-mal Gold, 19-mal Silber und 8-mal Bronze gewonnen.